# レンゲショウマ
レンゲショウマ（蓮華升麻、学名:Anemonopsis macrophylla）は日本特産の1属1種の花。キンポウゲ科、レンゲショウマ属の多年草。

## 概要
花が蓮に、葉がサラシナショウマ（晒菜升麻）に似ているので、レンゲショウマ（蓮華升麻）の名がつけられた。
花茎の下部に茎葉と根出葉がある。葉は二－四回三出複葉で、小葉は卵形、あらい鋸歯を持つ。
高さは80センチ程度となり、丸い蕾をつける。赤みを帯びた光沢のある薄紫の上品で気品あふれる花が、様々な方向を向いて咲く。花の直径は4センチほど。萼も花弁も共に花弁状に見える。萼は花弁状で平らに開き、花弁は抱えるように咲くため、一見では二段構えに花弁が並んでいるように見える。類似した和名の種としてユキノシタ科（現アジサイ科）のキレンゲショウマ（黄蓮華升麻　Kirengeshoma palmata）がある。これは本種に似て、黄色い花をつけることからの命名である。

## 分布
本州の太平洋側の温帯域（岩手～静岡、紀伊山地）及び四国（徳島、愛媛）に分布し、山地から深山のかけての湿り気のある林下に生える。複数の都道府県でレッドリストの絶滅危惧種（絶滅危惧I類）や絶滅危惧II類などに指定されている。田中澄江が『新・花の百名山』の著書で甲武信岳を代表する花の一つとして紹介した。御岳登山鉄道が毎年8月に、「御岳山レンゲショウマまつり」を開催している。

## 脚注

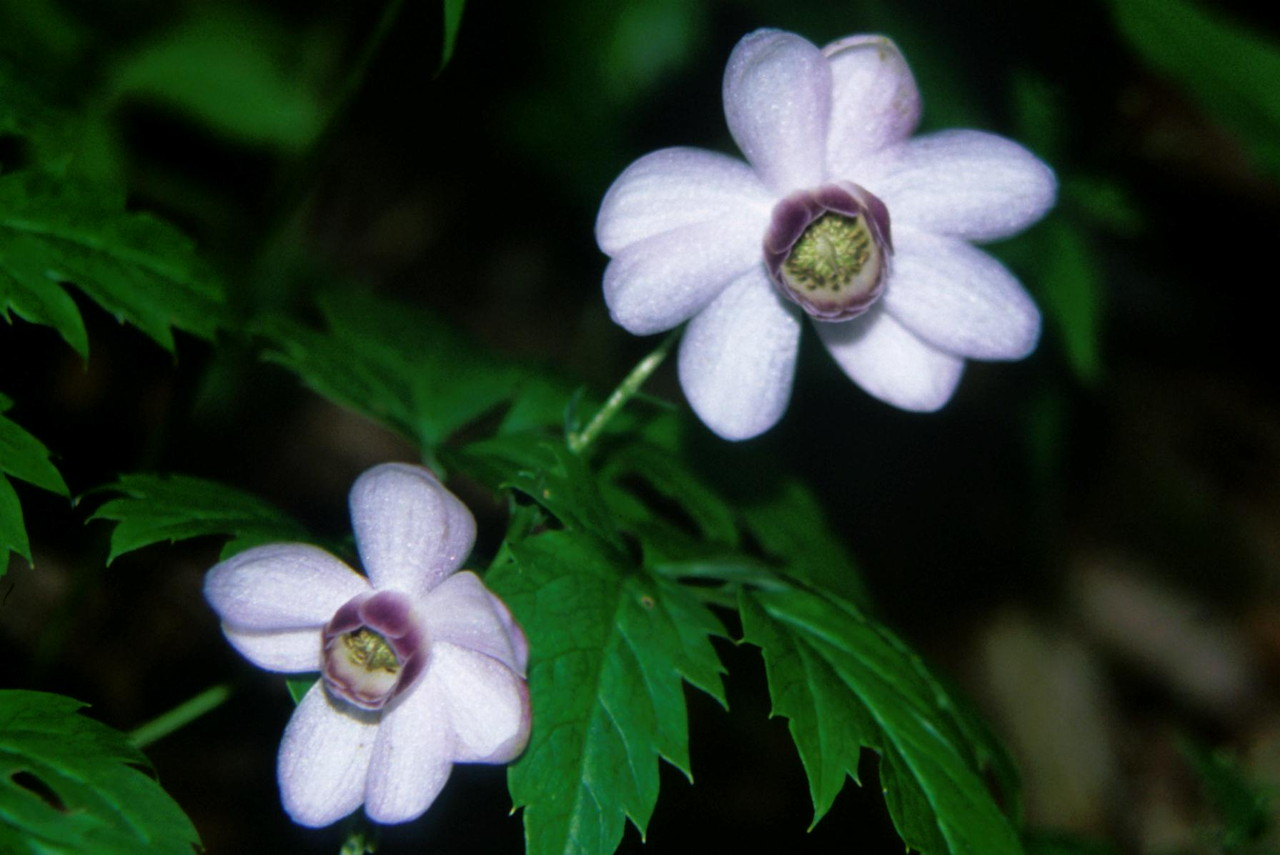
レンゲショウマ
聖岳下部の樹林帯にて・2001年8月